# Хичу
Хичу́ (исп. Xichú) — посёлок и административный центр одноимённого муниципалитета в мексиканском штате Гуанахуато. Численность населения, по данным переписи 2010 года, составила 1 569 человек.

## История
Посёлок был основан доном Алехо де Гусманом по указу вице-короля Луиса де Веласко в 1585 году.